# Jacques Lainez
Pour les articles homonymes, voir Diego Lainez.
Jacques Lainez (nom francisé de Diego Laínez), né en 1512 à Almazán (Castille) et mort le 15 janvier 1565 à Rome, est un prêtre jésuite et théologien espagnol. Théologien pontifical au Concile de Trente, il en est l'un des plus influents participants, marquant profondément les débats doctrinaux sur la réforme de l'Église catholique. Appartenant au premier groupe des compagnons jésuites il est élu en 1558 supérieur général de la Compagnie de Jésus comme successeur immédiat de saint Ignace de Loyola.

## Contacts avec saint Ignace

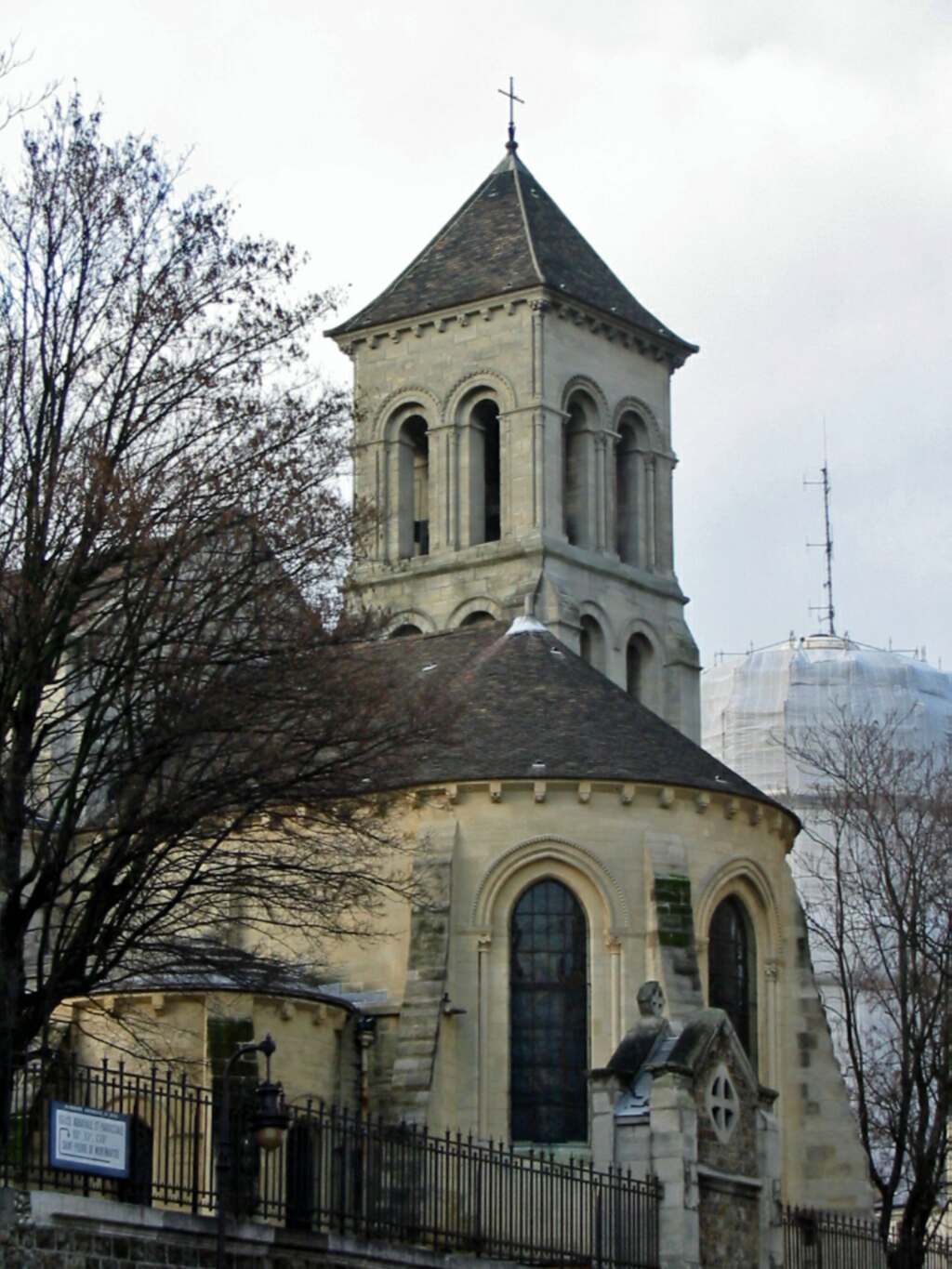
Église Saint-Pierre de Montmartre bâtie là où sept premiers compagnons prononcèrent leurs vœux

Aîné de six enfants il appartient à une famille de « nouveaux chrétiens », c'est-à-dire d'origine juive, probablement quatre générations auparavant. Il étudie les lettres à Sigüenza (1528), puis à l'université d'Alcalá de Henares où il obtient la licence en philosophie à l'âge de 20 ans (1532). Avec son ami Alfonso Salmerón, il entendit parler d'Ignace de Loyola, présent deux ans auparavant à Alcalá. Afin de progresser en philosophie, il rejoint l'université de Paris en (1533) et devint l'un des premiers compagnons d'Ignace.
Il était l'un des six hommes qui, avec Loyola, formèrent le groupe original des « Amis du Seigneur », plus tard Compagnie de Jésus, prononçant le 15 août 1534 dans la chapelle Saint-Denis de Montmartre les vœux de pauvreté et de chasteté sur les pas du Christ, et promettant de se rendre à Jérusalem.
En raison des circonstances (aucun bateau en partance pour la Terre sainte) le pèlerinage à Jérusalem ne put se concrétiser, et Lainez avec Ignace et les autres (alors au nombre de dix) se mirent à la disposition du pape, comme ils se l'étaient promis.
Lainez fut chargé par le pape Paul III d'enseigner la théologie scolastique à l'université La Sapienza à Rome. Lorsque le nouvel ordre religieux fut approuvé (en 1540), Lainez, entreprit de nombreuses missions, en particulier en Italie du Nord et en Allemagne.

## Théologien pontifical au Concile de Trente
En 1545, Paul III choisit Lainez et Salmerón comme théologiens pontificaux au concile de Trente qu'il avait convoqué, en réponse aux demandes formulées par Martin Luther dans le cadre de la Réforme protestante. Ils furent rejoints par un autre jésuite, Claude Le Jay, conseiller de l'évêque d'Augsbourg.

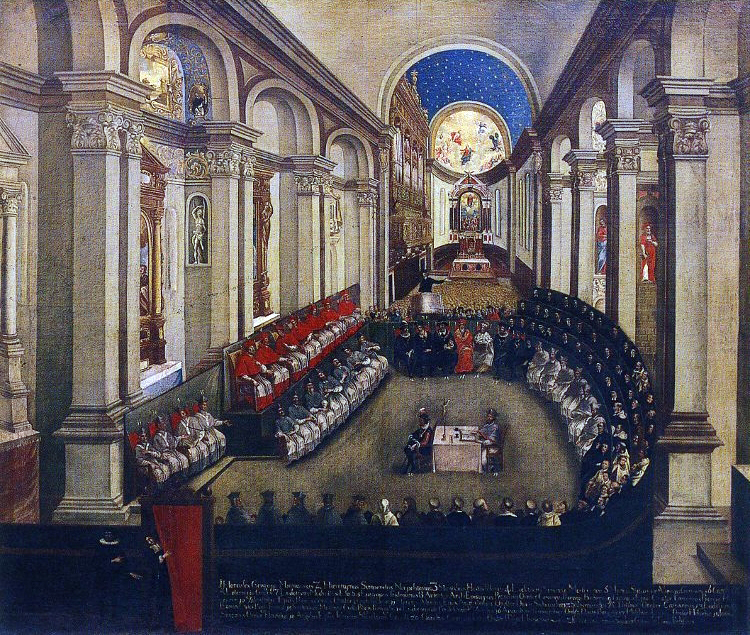
Concile de Trente - peinture, vers 1600 - Église Santa Maria Maggiore de Trente

À Trente, Lainez acquit un rôle prépondérant lorsque fut posée la question fondamentale de la justification car Luther s'était séparé de l'Église sur ce point de doctrine. Lainez et Salmerón se distinguèrent dans les longues discussions préparatoires. Les discussions théologiques étaient placées sous la direction du Cardinal Cervini, futur pape Marcel II. Celui-ci décida que Salmerón figurerait parmi les premiers orateurs afin de fixer la « juste » doctrine dès le début; Lainez étant le dernier à prendre la parole pour résumer les débats et mettre en lumière les erreurs des théologiens. Les deux jésuites eurent une influence majeure dans la lutte contre les idées luthériennes que certains participants avaient en fait adoptées. Les évêques sollicitèrent des copies des opinions de Lainez et Salmerón.
Pendant que les deux théologiens du pape fournissait l'essentiel de l'effort dans la bataille menée en faveur des thèses catholiques sur la « justification » à Trente, des pressions fortes étaient mises sur Ignace de Loyola afin d'envoyer Lainez accomplir une mission apostolique à Florence. Salmerón prévint la manœuvre en informant Ignace de l'influence que Lainez avait acquis. Peu après, Lainez répondit à ceux qui tentaient, comme le cardinal Girolamo Seripando, général des Augustins, de concilier les thèses catholiques et luthériennes en défendant une justice double, celle des hommes et celle imputée au Christ. Les réponses de Lainez plurent tant aux Pères de Trente qu'ils l'honorèrent en incluant ses propres paroles dans les Actes du concile. Le 13 janvier 1547, le décret sur la justification passa à l'unanimité, reprenant la doctrine telle que définie par Lainez.
Plus tard, alors que très peu de théologiens pouvaient parler une heure durant, Lainez eût le privilège de s'adresser plus de trois heures à l'assemblée. Salmerón écrivit à Ignace qu'écarter Lainez de Trente "serait, sans exagération, enlever un de ses yeux de ce Concile" (20 janvier 1547).

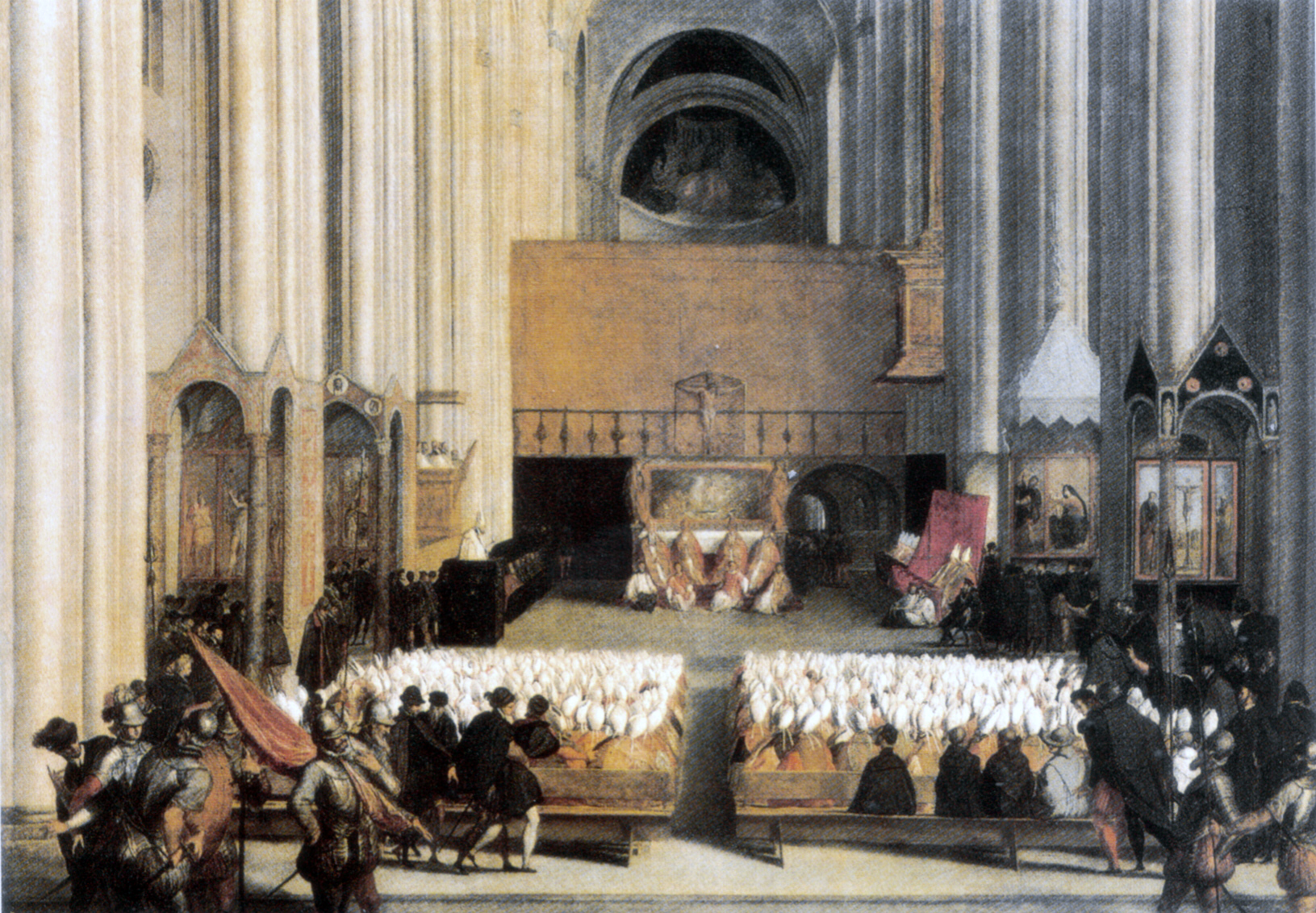
Clôture du concile de Trente - att. à Paolo Farinati - 1563 (?)

En avril 1547, Lainez vint avec le concile à Bologne, où il prit la parole sur la pénitence et l'extrême-onction. L'opposition de Charles Quint ayant empêché beaucoup d'évêques de s'y rendre, le concile fut indéfiniment ajourné. Quand les Pères se retrouvèrent une seconde fois à Trente le 1er mai 1551, Lainez, entre-temps devenu le provincial des Jésuites en Italie, et Salmerón furent à nouveau nommés par le pape Jules III. Maintenant premier à prendre la parole, Lainez approfondit les doctrines sur l'Eucharistie et le sacrifice de la Messe. Il fut même rapporté que les décrets et les canons de la XIVe session furent rédigés par lui.
Lors de la troisième session du Concile, le 18 janvier 1562, deux jésuites étaient présents, Covillon et Pierre Canisius. Pie IV, pas plus que le parti de la réforme n'étaient satisfaits de l'absence des protagonistes des sessions précédentes. Aussi, Salmerón, Lainez (alors supérieur général) et Juan de Polanco furent requis par le Saint-Père de se rendre au Concile en tant que théologiens du Pape. Salmerón, dès son arrivée, parla de la communion sous une seule espèce. Lainez parvint à Trente en août 1562. Il prit la parole sur la célébration eucharistique comme renouvellement du 'sacrifice' du Christ et emporta l'adhésion, délivrant son argumentation du haut d'une chaire élevée dans le chœur de la cathédrale. Les opinions de Lainez, pas seulement en matière dogmatique mais aussi en pratique de refuser le calice au croyant, l'emportèrent à la XXIIe session.
Le sujet de la session suivante était extrêmement délicate - la question des ordres, incluant l'origine de la juridiction épiscopale. Lainez fut l'un des membres du comité désigné pour préparer les décrets et les canons sur le Sacrement des Ordres ; et il en fut chargé. Au tout début des discussions, la question du droit divin des évêques fut posée et les débats durèrent plus de neuf mois. Lainez tint ferme sur cette question de l'origine divine des pouvoirs des évêques, le droit Divin du corps épiscopal à une juridiction et l'octroi direct à chaque évêque individuellement d'une juridiction par le Pape. Cependant, le concile laissa cette question hors des décrets de cette XXIIIe session.

## Le supérieur général

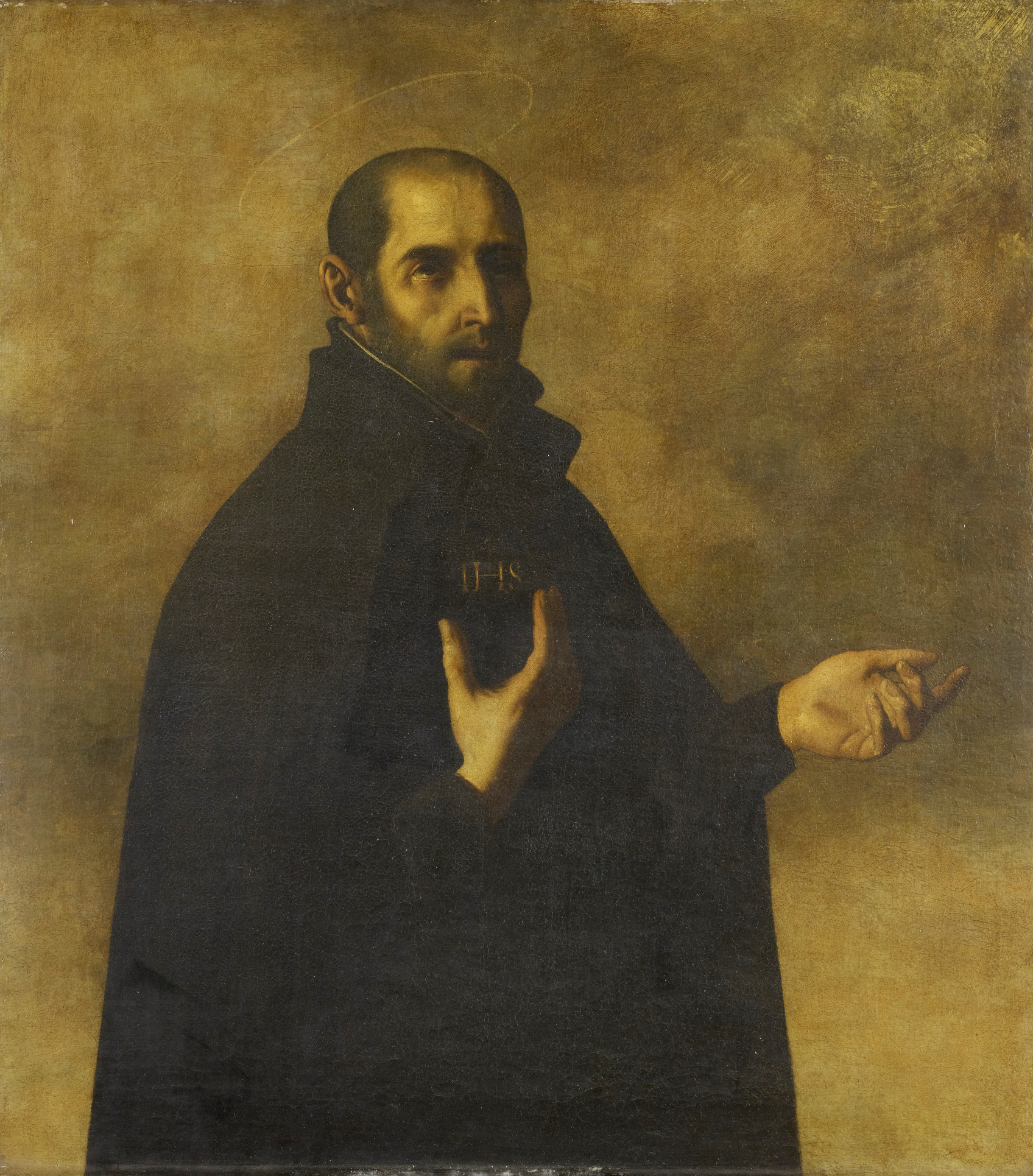
Ignace de Loyola, par Francisco Zurbaran.

Avant sa mort (31 juillet 1556) Ignace de Loyola avait nommé Laynez comme vicaire général de la Compagnie. Du fait des relations difficiles avec le pape Paul IV - très méfiant vis-à-vis des Espagnols - la Congrégation générale ne put se réunir avant deux ans. En effet, Paul IV insistait sur l'élection triennale du « général » et sur le chant de l'Office divin en chœur par les Jésuites. Finalement convoquée et ouverte le 2 juillet 1558, la congrégation élut Diego Laynez au premier tour. Il devint ainsi le second supérieur général de la Compagnie de Jésus.
Les souhaits du pape n'ayant été exprimés que verbalement, et par un envoyé, après sa mort en 1559, sur les conseils de canonistes éminents, Lainez interrompit la pratique de l'office divin, et revint à l'observance des Constitutions au regard du généralat. Pie IV finalement abrogera formellement l'obligation pour les jésuites de dire l'office divin en 1561. Lainez avait fait adopter les "Constitutions" de la Compagnie en 1558 et marquer l'importance que l'éducation supérieure devrait avoir dans la mise en place de l'Ordre.
En plus des travaux liés au gouvernement de l'ordre, Lainez s'investissait toujours plus dans la lutte contre l'hérésie et les négligences de la discipline ecclésiastique. Il fut l'un des deux envoyés du pape, Pie IV, avec Hippolyte d'Este, le cardinal de Ferrare, fils de Lucrèce Borgia, participants aux discussions avec les calvinistes au colloque de Poissy du 9 au 26 septembre 1561, devant la régente Catherine de Médicis.
Il prit enfin une part éminente au concile de Trente, spécialement lors de la dernière session (1562-63) où il fut convié en tant que Supérieur général de la Compagnie de Jésus. De nombreuses parties de ses interventions furent repris dans les canons du concile. En son absence, Salmerón était vicaire général à Rome. Lainez resta au concile jusqu'à son nouvel ajournement le 4 décembre 1563.
Le conclave qui suivit la mort du pape Paul IV, en 1559, traînait en longueur. Le père Lainez y fut alors convoqué par le cardinal von Truchness. Son ascendant intellectuel comme sa profondeur spirituelle et humilité personnelle impressionnèrent de nombreux cardinaux comme ce fut le cas au concile. Douze votes furent émis en sa faveur, essentiellement provenant du parti de la Réforme catholique mais il quitta Rome précipitamment pour une destination inconnue afin d'échapper à leur choix.
Le 19 janvier 1565, le père Jacques Lainez mourut à Rome.

## Œuvres
- Lainii Monumenta: Epistolae et Acta (8 vol.), IHSI, Madrid, 1912-17.
- Disputationes Tridentinae, publiées en 2 volumes en 1886.